# Amor rende sagace
Amor rende sagace (El amor se vuelve sagaz en español) es un drama jocoso en un acto con música de Domenico Cimarosa y libreto en italiano de Giovanni Bertati. Se estrenó en el Burgtheater de Viena, Austria el 1 de abril de 1793. 